# Татевосян, Гарри Ашотович
Гарри Ашотович Татевосян (30 августа 1935, Эривань — 10 марта 2016) — абхазский музыкант армянского происхождения, виолончелист, заслуженный артист Абхазской АССР (1990).

## Биография
Родился 30 августа 1935 года в Ереване.
В 1962 году окончил струнное отделение Ереванской государственной консерватории имени Комитаса по специальности виолончель и начал преподавание в Сухумском музыкальном училище.
В 1968 году был принят в качестве концертмейстера группы виолончелей в Государственный симфонический оркестр Абхазии и проработал там более сорока лет. В 1970-е выступал в составе инструментального трио Владимир Калитин (скрипка), Гарри Татевосян (виолончель), Анатолий Гельбак (ф-но), а также с солистами-вокалистами Людмилой Логуа (сопрано) и Борисом Амичба (тенор).
С 1995 по 2013 год работал в качестве солиста-инструменталиста в Абхазской Государственной филармонии имени Р. Гумба, активно участвуя в государственных мероприятиях и фестивалях, выступая с сольными концертами и в ансамбле с другими музыкантами: с середины 1990-х в дуэте с Нинель Бжания (ф-но).
С 1997 по 2011 год был солистом камерной группы «Ave Maria», созданной солистами Абхазской государственной филармонии и регулярно выступающей в Органном зале Пицундского храма.
Скончался 10 марта 2016 года.

## Награды
- Заслуженный артист Абхазской АССР (1990[1])
- Орден «Ахьдз-Апша» III степени (2005[2], указ президента Абхазии «за заслуги перед Отечеством в развитии культуры и искусства»)